# Kensington (Île-du-Prince-Édouard)
Pour les articles homonymes, voir Kensington.
Kensington est une ville de l'Île-du-Prince-Édouard, au Canada, située à 15 kilomètres au nord-est de Summerside dans le comté de Prince. Il y a 1 485 habitants selon le recensement de 2006. Il y a 1 496 habitants selon le recensement de 2011, une augmentation de 0,7 %. L'ancienne gare de Kensington est un site historique national.

## Histoire
La région fut connue sous le nom de Five Lanes End, car des chemins venant de cinq communautés différentes convergeaient à cet endroit. Il fut renommé Barrett's Cross en 1824 à cause d'un colon qui avait une auberge dans la région. En 1862, le village fut renommé d'après le palais de Kensington à Londres et est devenu un village quand la ligne principale du Chemin de fer de l'Île-du-Prince-Édouard entre Charlottetown et Summerside courbait dans la communauté.

## Démographie
| 2001  | 2006  | 2011  | 2016  |
| ----- | ----- | ----- | ----- |
| 1 385 | 1 485 | 1 513 | 1 619 |

## Événements
Maintenant Kensington est un centre de service pour les agriculteurs de la région. Kensington accueille de nombreux événements notables tout au long de l'année. Il s'agit notamment du Kensington Harvest Festival, du concours Miss Community Gardens et bien d'autres.

## Éducation
Kensington a un système scolaire allant du préscolaire au secondaire. C'est une partie du district de Western School Board. Au niveau préscolaire, il y a de nombreuses organisations comme Fun Times Kindergarten et Play School, Happy Days Playschool et Kiddietown Day Care.
Kensington a une école élémentaire, Queen Elizabeth Elementary. Ouverte le 3 décembre 1976, Queen Elizabeth héberge les grades de 1 à 6. L'école a deux cours de récréation, la cour à l'avant est pour les grades de 1 à 3 et celle en arrière pour les grades de 4 à 6. L'école a une salle de musique, un gymnase, une salle de français et une bibliothèque. Plusieurs activités parascolaires sont offertes aux étudiants, comme des sports récréatifs, une chorale, un club d'échecs, un club de photographie et d'autres.
Il y a aussi la Kensington Intermediate Senior High School.

## Référence
- (en) Cet article est partiellement ou en totalité issu de l’article de Wikipédia en anglais intitulé « Kensington, Prince Edward Island » (voir la liste des auteurs).

1. ↑  Statistique Canada : Recensement 2006 : Kensington
2. ↑  Statistique Canada : Recensement 2011 : Kensington
3. ↑  « Statistique Canada - Profils des communautés de 2016 - Kensington) » (consulté le 19 février 2020)
4. ↑  « Statistique Canada - Profils des communautés de 2006 - Kensington » (consulté le 15 mai 2020)